# Laceração
Laceração é um tipo de ferida provocada por um corte ou rasgo.

## Aspectos culturais

### Religião
Algumas religiões adotam a laceração como procedimento para expressar servidão e adoração aos deuses.

### Arte
A laceração também pode ser utilizada como uma forma de arte corporal, neste caso inserindo-se no mesmo universo do piercing, dos anéis alargadores de orelha e das tatuagens.

## Na Biologia
Em citologia, "laceração" ou "fragmentação" é uma forma de reprodução assexuada de organismos pluricelulares. Em organismos unicelulares, as duas formas de reprodução assexuada são a cissiparidade e a gemulação. A laceração como o próprio nome indica é quando um indivíduo se parte em pedaços que sofrem regeneração formando novos indivíduos com a mesma carga genética que o indivíduo original, no processo existe trauma isto é o ser em questão sente dor diferentemente da esquizogênese que nada mais é do que a laceração sem trauma.